# Corey Anderson
Corey Anderson (nacido el 22 de septiembre de 1989) es un artista marcial mixto estadounidense que compitió en la categoría de peso semipesado en Ultimate Fighting Championship. Anderson actualmente se encuentra bajo contrato con Bellator MMA

## Biografía
Se graduó de Hononegah Community High School, donde compitió en la lucha libre.
Corey asistió al Lincoln College (Illinois) en Lincoln, Illinois y fue un All American. Después de graduarse asistió a la Universidad de Wisconsin, Whitewater. Anderson no estaba inicialmente interesado en seguir una carrera en las AMM. Durante su último año de lucha en Newberry College en Carolina del Sur, conoció al notable peleador, Ben Askren, quien lo convenció para que probara las AMM. Anderson se graduó de la Universidad de Wisconsin-Whitewater con una licenciatura en Administración de Empresas.

## Carrera en artes marciales mixtas

### Ultimate Fighting Championship
Anderson se enfrentó a Matt Van Buren en la final de The Ultimate Fighter 19 en la categoría de peso semipesado el 6 de julio de 2014. Ganó la pelea por TKO en tan sólo 61 segundos en la primera ronda para convertirse en el ganador del torneo.
Se esperaba que Anderson enfrentara a Gian Villante el 6 de diciembre de 2014 en UFC 181. Sin embargo, Villante se retiró de la pelea por una lesión y fue reemplazado por Jonathan Wilson. Unos días después, se anunció que Wilson se vio obligado a abandonar la pelea y el invicto Justin Jones tomaría su lugar. Anderson ganó la pelea por decisión unánime.
El combate con Villante tuvo lugar el 18 de abril de 2015 en UFC on Fox 15. Perdió la pelea por TKO en la tercera ronda. A pesar de la derrpta, recibió el premio a la Pelea de la Noche.
Anderson se enfrentó a Jan Błachowicz el 5 de septiembre de 2015 en UFC 191. Ganó la pelea por decisión unánime.
Anderson se enfrentó a Fábio Maldonado el 7 de noviembre de 2015 en UFC Fight Night 77, reemplazando a lesionado Tom Lawlor. Ganó la pelea por decisión unánime.
Anderson se enfrentó a Tom Lawlor el 5 de marzo de 2016 en UFC 196. Ganó la pelea por decisión unánime.
Anderson se enfrentó a Maurício Rua el 14 de mayo de 2016 en UFC 198. Rua logró llevarse la victoria por decisión dividida.
Anderson se enfrentó a Sean O'Connell el 9 de diciembre de 2016 en UFC Fight Night 102. Ganó la pelea por TKO en la segunda ronda.
Anderson se enfrentó a Jimi Manuwa el 18 de marzo de 2017 en el evento principal de UFC Fight Night 107. Perdió la pelea por nocaut en la primera ronda.
Se esperaba que Anderson se enfrentara a Patrick Cummins el 4 de noviembre de 2017 en UFC 217. Sin embargo, el 17 de octubre, Cummins se retiró debido a una infección por estafilococos resistente. Fue reemplazado por Ovince Saint Preux. Anderson perdió la pelea por una patada a la cabeza al comienzo de la tercera ronda.
Anderson se enfrentó a Patrick Cummins el 21 de abril de 2018 UFC Fight Night 128. Ganó la pelea por decisión unánime.
Anderson se enfrentó a Glover Teixeira el 22 de julio de 2018 en UFC Fight Night 134, reemplazando al lesionado Ilir Latifi. Ganó la pelea por decisión unánime.
Anderson se enfrentó a Ilir Latifi el 29 de diciembre de 2018 en UFC 232. Ganó la pelea por decisión unánime.

## Campeonatos y logros
- Ultimate Fighting Championship
  - Ganador del The Ultimate Fighter 19 en la categoría de peso semipesado
  - Pelea de la Noche (una vez)
  - Actuación de la Noche (una vez)

## Récord en artes marciales mixtas
| Récord profesional | Récord profesional | Récord profesional |
| 25 peleas          | 18 victorias       | 6 derrotas         |
| ------------------ | ------------------ | ------------------ |
| Nocaut             | 8                  | 4                  |
| Decisión           | 10                 | 12                 |
| Sin resultado      | 1                  | 1                  |

| Resultado | Récord | Oponente                  | Método                  | Evento                                                | Fecha                   | Ronda | Tiempo | Localización              | Notas                                                            |
| --------- | ------ | ------------------------- | ----------------------- | ----------------------------------------------------- | ----------------------- | ----- | ------ | ------------------------- | ---------------------------------------------------------------- |
| Victoria  | 15-5   | Dovletdzhan Yagshimuradov | TKO (codazos y golpes)  | Bellator 257                                          | 16 de abril de 2021     | 3     | 2:15   | Uncasville, Connecticut   | Cuartos de final del Gran Premio de peso semipesado de Bellator. |
| Victoria  | 14–5   | Melvin Manhoef            | TKO (codazos y golpes)  | Bellator 251                                          | 5 de noviembre de 2020  | 2     | 2:34   | Uncasville, Connecticut   | Debut en Bellator MMA.                                           |
| Derrota   | 13–5   | Jan Błachowicz            | KO (golpe)              | UFC Fight Night: Anderson vs. Błachowicz 2            | 15 de febrero de 2020   | 1     | 3:08   | Río Rancho, Nuevo México  |                                                                  |
| Victoria  | 13–4   | Johnny Walker             | TKO (golpes)            | UFC 244                                               | 2 de noviembre de 2019  | 1     | 2:07   | Ciudad de Nueva York      | Actuación de la Noche.                                           |
| Victoria  | 12–4   | Ilir Latifi               | Decisión (unánime)      | UFC 232                                               | 29 de diciembre de 2018 | 3     | 5:00   | Inglewood, California     |                                                                  |
| Victoria  | 11–4   | Glover Teixeira           | Decisión (unánime)      | UFC Fight Night: Shogun vs. Smith                     | 22 de julio de 2018     | 3     | 5:00   | Hamburgo                  |                                                                  |
| Victoria  | 10–4   | Patrick Cummins           | Decisión (unánime)      | UFC Fight Night: Barboza vs. Lee                      | 21 de abril de 2018     | 3     | 5:00   | Atlantic City, New Jersey |                                                                  |
| Derrota   | 9–4    | Ovince Saint Preux        | KO (patada a la cabeza) | UFC 217                                               | 4 de noviembre de 2017  | 3     | 1:25   | New York City, New York   |                                                                  |
| Derrota   | 9–3    | Jimi Manuwa               | KO (golpe)              | UFC Fight Night: Manuwa vs. Anderson                  | 18 de marzo de 2017     | 1     | 3:05   | Londres                   |                                                                  |
| Victoria  | 9–2    | Sean O'Connell            | TKO (golpes)            | UFC Fight Night: Lewis vs. Abdurakhimov               | 9 de diciembre de 2016  | 2     | 2:36   | Albany, New York          |                                                                  |
| Derrota   | 8–2    | Maurício Rua              | Decisión (dividida)     | UFC 198                                               | 14 de mayo de 2016      | 3     | 5:00   | Curitiba                  |                                                                  |
| Victoria  | 8–1    | Tom Lawlor                | Decisión (unánime)      | UFC 196                                               | 5 de marzo de 2016      | 3     | 5:00   | Las Vegas, Nevada         |                                                                  |
| Victoria  | 7–1    | Fábio Maldonado           | Decisión (unánime)      | UFC Fight Night: Belfort vs. Henderson 3              | 7 de noviembre de 2015  | 3     | 5:00   | São Paulo                 |                                                                  |
| Victoria  | 6–1    | Jan Błachowicz            | Decisión (unánime)      | UFC 191                                               | 5 de septiembre de 2015 | 3     | 5:00   | Las Vegas, Nevada         |                                                                  |
| Derrota   | 5–1    | Gian Villante             | TKO (golpes)            | UFC on Fox: Machida vs. Rockhold                      | 18 de abril de 2015     | 3     | 4:18   | Newark, New Jersey        | Pelea de la Noche.                                               |
| Victoria  | 5–0    | Justin Jones              | Decisión (unánime)      | UFC 181                                               | 6 de diciembre de 2014  | 3     | 5:00   | Las Vegas, Nevada         |                                                                  |
| Victoria  | 4–0    | Matt Van Buren            | TKO (golpes)            | The Ultimate Fighter: Team Edgar vs. Team Penn Finale | 6 de julio de 2014      | 1     | 1:01   | Las Vegas, Nevada         | Gana la final de The Ultimate Fighter 19 peso semipesado.        |
| Victoria  | 3–0    | Stephen Flanagan          | TKO (golpes)            | MMA Xtreme: Fists Will Fly                            | 24 de agosto de 2013    | 1     | 3:01   | Evansville, Indiana       |                                                                  |
| Victoria  | 2–0    | Myron Dennis              | Decisión (unánime)      | XFC: Vengeance                                        | 28 de julio de 2013     | 5     | 5:00   | Grant, Oklahoma           |                                                                  |
| Victoria  | 1–0    | J.R. Briones              | TKO (golpes)            | NAFC: Battleground                                    | 29 de marzo de 2013     | 1     | 3:01   | Milwaukee, Wisconsin      |                                                                  |